# Cosmide
Un cosmide est un vecteur artificiel constitué d'un plasmide hybride contenant la séquence cos du phage lambda. Le nom « cosmide » est un mot-valise formé à partir de cos et plasmide. Les cosmides sont fréquemment utilisés comme vecteurs de clonage en génie génétique, et employés pour construire des banques génomiques. Ils ont été initialement décrits par Collins et Hohn en 1978. 

## Caractéristiques et utilisations

Schéma illustrant un clonage d'ADN dans un vecteur cosmidique.

Les cosmides peuvent contenir de 37 à 52 (en moyenne 45) kb d'ADN, limites basées sur la taille normale de ce que contient la capside des bactériophages. Ils peuvent se répliquer sous forme de plasmides s'ils ont une origine de réplication (ori) appropriée : par exemple ori SV40 dans les cellules de mammifères, ori ColE1 pour la réplication de l'ADN double brin, ou ori f1 pour la réplication de l'ADN simple brin chez les procaryotes. Ils contiennent aussi souvent un gène de sélection, comme la résistance aux antibiotiques, de sorte que les cellules transformées peuvent être identifiées par étalement sur un milieu solide contenant l'antibiotique. Les cellules qui n'ont pas absorbé le cosmide seront ainsi incapables de se développer. Les bactéries transfectées avec des cosmides forment des colonies, et non des plaques. On obtient après sélection environ 105-106 UFC par μg d'ADN lié.
Contrairement aux plasmides, ils peuvent également être encapsidés in vitro dans des capsides de phage, une étape qui nécessite des extrémités cohésives, également connues sous le nom de sites cos, également utilisées dans le clonage avec un phage lambda comme vecteur, cependant dans ce cas presque tous les gènes lambda ont été supprimés à l'exception de la séquence cos. L'ADN cosmide hybride des capsides peut alors être transféré dans les cellules bactériennes par transduction. Comme il existe une exigence d'empaquetage in vitro selon laquelle au moins 38 kb d'ADN sont nécessaires entre les sites cos, le vecteur sans ADN inséré ne sera pas encapsidé. L'instabilité des plasmides est accrue si le nouvel ADN inséré contient de nombreuses répétitions directes ou de l'ADN palindromique (répétitions inversées). La taille d'ADN insérée dans des plasmides est donc limitée car une grande taille augmente la probabilité d'une recombinaison. Les extrémités cohésives correspondant aux sites cos permettent de résoudre ce problème et d'augmenter la capacité du plasmide. L'instabilité des plasmides peut être largement contrée par l'utilisation d'une bactérie hôte présentant des mutations spécifiques affectant la recombinaison de l'ADN,.

## Les séquencescos[5]
Les séquences cos sont longues d'environ 200 paires de bases, et sont nécessaires à l'introduction du cosmide dans le phage.
La première étape consiste à linéariser le cosmide circulaire. Pour cela, un site appelé cosN est reconnu par une enzyme terminase, qui coupe le double brin d'ADN avec douze bases de décalage entre les deux brins, de façon à former une molécule linéaire avec des extrémités cohésives de douze paires de bases de long. Le site cosB maintient la terminase pendant qu'elle exerce son activité. En général, la réplication circulaire de l'ADN conduit à la formation de concatémères, c'est-à-dire d'une seule chaîne contenant plusieurs fois le matériel génétique du plasmide répété en boucle, qui sont ensuite séparés. La terminase est maintenue sur le site cosQ du cosmide suivant pendant l'incorporation du premier, permettant d'éviter sa dégradation par les DNases cellulaires.